# Fabian Schiffkorn
Fabian Schiffkorn (* 1986 in Innsbruck) ist ein österreichischer Schauspieler.

## Leben
Fabian Schiffkorn studierte nach der Matura zunächst Germanistik, Politikwissenschaften und Rechtswissenschaften. Von 2009 bis 2013 absolvierte er sein Schauspielstudium an der Kunstuniversität Graz (vormals: Universität für Musik und darstellende Kunst Graz), das er mit seiner Diplomarbeit Kaspar (nach Peter Handke) abschloss. Während seines Studiums trat er bereits in mehreren Produktionen am Schauspielhaus Graz auf.
Sein erstes Festengagement hatte er in der Spielzeit 2013/14 am Theater Heilbronn. Er spielte dort u. a. die Rolle des Stanislaw Sobinsky in Sein oder Nichtsein, die Titelrolle im Märchenstück König Drosselbart und, an der Seite der ebenfalls neu engagierten Schauspielkollegen Joachim Foerster (als Moritz Stiefel) und Ferdinand Seebacher (als Melchior Gabor), den Gymnasiasten Ernst Röbel in dem Musical Spring Awakening. Anschließend trat er in der Spielzeit 2014 in dem Stück Der Besucher von Eric-Emmanuel Schmitt beim freien Vorarlberger Theaterensemble „Shakespeare, das Theater“ auf. Im Dezember 2014 spielte er beim Aktionstheater Ensemble in der Produktion Angry Young Men unter der Regie von Martin Gruber.  Ab der Spielzeit 2015/16 war er bis zum Ende der Spielzeit 2018/19 festes Ensemblemitglied am Tiroler Landestheater Innsbruck. Zu seinen Rollen gehörten dort zunächst u. a. Lucentio in Der Widerspenstigen Zähmung (2016), Mario in Wir sind keine Barbaren von Philipp Löhle und Brick in Die Katze auf dem heißen Blechdach (2016–2017). In der Spielzeit 2017/18 verkörperte er in dem Volksstück André Hofer von Franz Kranewitter die Rolle des Siberer, einen der treuen Tiroler Landstürmer. In der Spielzeit 2018/19 spielte er den David in der Uraufführung von Felix Mitterers Theaterstück Vomperloch über ein Deserteurslager im Tiroler Karwendelgebirge.
Während seines Innsbrucker Engagements gastierte er 2017 am Theater an der Effingerstraße in Bern.
Im Frühjahr 2018 kehrte er zu Martin Grubers Aktionstheater Ensemble zurück und war in den Produktionen Die wunderbare Zerstörung des Mannes und Wie geht es weiter – die gelähmte Zivilgesellschaft zu sehen.
Schiffkorn stand auch für einige Filmarbeiten vor der Kamera. In der 11. Staffel der österreichischen Krimiserie SOKO Donau (2019) übernahm er an der Seite von Philipp Hochmair eine Episodenrolle als Mitglied einer Mittelaltertruppe. 2019 spielte er in der Romanverfilmung Letzter Kirtag (Regie: Julian Pölsler) die Rolle des Stefan Naglreiter. Außerdem stand er im selben Jahr unter der Regie von Mirjam Unger im Landkrimi Tirol – Das Mädchen aus dem Bergsee als Chemiestudent und Drogendealer Harry Hainl vor der Kamera. Im Wiener Tatort: Verschwörung (2021) spielte er den tatverdächtigen Sport- und Dopingarzt Dr. Rädler. In der 17. Staffel der TV-Serie SOKO Donau|SOKO Wien (2022) war er in einer dramatischen Episodenhauptrolle als Justizbeamter und Geiselnehmer Ludwig Pichler zu sehen.
Fabian Schiffkorn lebt in Wien.

## Filmografie
- 2018: Menschen & Mächte (Dokumentation)
- 2019: SOKO Donau|SOKO Wien: Ritterschlag (Fernsehserie, eine Folge)
- 2019: Meiberger – Im Kopf des Täters: Die schwarze Witwe (Fernsehserie, eine Folge)
- 2020: Letzter Kirtag (Fernsehfilm)
- 2020: Landkrimi – Das Mädchen aus dem Bergsee (Fernsehreihe)
- 2021: Der Bergdoktor: Bittere Tränen (Fernsehserie, eine Folge)
- 2021: Tatort: Verschwörung (Fernsehreihe)
- 2021: Hinterland (Kinofilm)
- 2021: Klammer – Chasing the Line (Kinofilm)
- 2021: Stadtkomödie – Die Lederhosenaffäre (Fernsehreihe)
- 2021: Spuren des Bösen: Schuld (Fernsehreihe)
- 2022: SOKO Donau|SOKO Wien: Grenzen (Fernsehserie, eine Folge)
- 2023: Schnell ermittelt: Therese Hasenauer-Kralik (Fernsehserie, eine Folge)